# Медаље које је освојила Социјалистичка Федеративна Република Југославија
Као самостална или део државних заједница република Србија, односно, спортисти који у екипним и појединачним спортовима, представљају ову земљу освојили су на Летњим олимпијским играма (до 2006.године) 95 медаља - 28 златних; 34 сребрне и 33 бронзане. Такође и на десетине медаља у екипним и појединачним спортовима на Европским и Светским првенствима.
Социјалистичка Федеративна Република Југославија је престала да постоји 1992. године, да би две преостале земље, Србија и Црна Гора, наставиле да егзистирају под именом Савезне Републике Југославије све до 2002. године, када се име државе мења у државну заједницу Србија и Црна Гора, а затим и Србија и Црна Гора постају самосталне. СР Југославија је наставила континуитет резултата бивше СФР Југославије све до ембарга и санкција које су уведене 1992. године.
Од 2006. године у питање се довело коме припадају медаље које су освајане под именом СФР Југославије како на Олимпијским играма тако и на осталим континенталним такмичењима.
Србија је једина од свих бивших република наслеђивала позиције на ранг листама, такође је бивала и квалификована за одређене турнире (Европско првенство у фудбалу 1992. године, Светско првенство у кошарци 2006....) док су остале новоформиране државе морале да крену "од нуле". Међународни олимпијски комитет, такође, без дилеме Србију води као наследницу континуитета резултата и медаља свих претходних република.

## Олимпијске игре
Као самостална земља Србија је дебитовала на Олимпијским играма још 1912. године. Новоформирани Олимпијски комитет Краљевине Југославије основан је на "темељима" управо Олимпијског комитета, тадашње, Краљевине Србије. После обнове независности 2006. године, независна Србија је дебитовала на Олимпијским играма у Пекингу 2008.године.
Олимпијски комитет Србије је основан 23. фебруара 1910. године под именом Српски олимпијски клуб на иницијативу младих официра школованих у Француској, међу којима је водећу улогу имао Светомир Ђукић. Године 1911. је променио име у Централни олимпијски клуб па је 17. јула 1912. добио име Олимпијски комитет Србије. На конгресу у Стокхолму, који је трајао од 4. до 17. јула 1912, примљен је у Међународни олимпијски комитет, а и Светомир Ђукић је постао члан МОК. Први пут на играма спортисти из Србије појавили су се на Летњим олимпијским играма 1912. године у Стокхолму . Први олимпијци су били спринтер Душан Милошевић) и маратонац Драгутин Томашевић.
Олимпијски комитет Србије је правни наследник ЈОКа и ОКСЦГ, што су потврдили, Међународни олимпијски комитет, Светска асоцијација националних олимпијских комитета, Европски олимпијски комитети, Међународни комитет Медитеранских игара и Асоцијација националних олимпијских комитета земаља Балкана. ОКС-у је тако признат легитимитет од 1912. и није морао да се поново учлањује у Међународни олимпијски комитет.,
Србија је, тако, освојила укупно 110 медаља на Летњим олимпијским играма.

## Фудбалске репрезентације. Званичан став УЕФА и ФИФА
Фудбалска репрезентација Југославије формирана је 1919. године, али ФИФА овај датум везује за оснивање ФС Србије. Такође, ФИФА рачуна и да је Србија учествовала на дванаест Светских првенстава и да је два пута била четвртопласирана на овим шампионатима.
УЕФА, као кровна Европска фудбалска организација, баш као и ФИФА третира репрезентацију Србије наследницом свих претходних република, а то посебно потвржује у чланку посвећеној младој фудбалској репрезентацији Србије (играчи до 17 година).
Са Европских шампионата фудбалери Србије / Југославије, освојили су две сребрне медаље: 1960. и 1968. године.